# Hojo Kanetoki
Hojo Kanetoki (Japans: 北條兼時) van de Hojo-clan was een neef van de negende shikken (regent) van Japan Hojo Sadatoki.
Kanetoki was de vijfde Minamikata rokuhara tandai (assistent hoofd binnenlandse veiligheid te Kioto) van 1284 tot 1287. Hij was de achtste kitakata rokuhara tandai (hoofd binnenlandse veiligheid te Kioto) van 1287 tot 1293. 
In 1293 werd Japan wederom geconfronteerd met een mogelijke Mongoolse invasie. Als antwoord hierop werd Kanetoki benoemd tot een nieuwe positie als afgevaardigde voor Kyoto, tegenwoordig wordt hij dan ook veelal gezien als de eerste Chinzei Tandai.